# ليوناردو دوترا
ليوناردو دوترا (29 مارس 1996 - ) هو لاعب كرة يد برازيلي.

## وصلات خارجية
- ليوناردو دوترا على موقع الاتحاد الدولي لكرة اليد (الإنجليزية)
- ليوناردو دوترا على موقع الاتحاد الأوروبي لكرة اليد (الإنجليزية)
- ليوناردو دوترا على موقع اللجنة الأولمبية الدولية (الإنجليزية)
- ليوناردو دوترا على موقع أوليمبيديا (الإنجليزية)